# Bruno Henrique (ur. 1990)
Bruno Henrique Pinto (ur. 30 grudnia 1990 w Belo Horizonte) – brazylijski piłkarz występujący na pozycji skrzydłowego lub napastnika w brazylijskim klubie Flamengo. 

## Życiorys
Wychowanek Cruzeiro, w swojej karierze grał także w takich zespołach jak Uberlândia, Itumbiara, Goiás, VfL Wolfsburg i Santos.
23 stycznia 2019 podpisał kontrakt z brazylijskim klubem Flamengo, do którego został sprzedany za 5,33 miliona euro.

## Wyróżnienia

### Goiás
- Mistrzostwo stanu Goiás: 2015

### Flamengo
- Mistrzostwo Brazylii: 2019
- Mistrzostwo stanu Rio de Janeiro: 2019
- Copa Libertadores: 2019
- Superpuchar Brazylii: 2020
- Recopa Sudamericana: 2020

### Indywidualne
- Król strzelców Campeonato Carioca: 2019
- Najlepszy gracz ligi brazylijskiej: 2019
- Najlepszy gracz Copa Libertadores: 2019
- Bola de Prata: 2019
- Srebrna Piłka Klubowych mistrzostw świata: 2019
- Drużyna roku ligi brazylijskiej: 2019